# Sebastian Höffner
Sebastian Höffner (* 10. Februar 1975 in Bochum) ist ein deutscher Moderator und Sprecher. Er moderiert die Sendung Sky Magazin auf dem Pay-TV-Sender Sky Deutschland.

## Werdegang
Höffner besuchte die Goethe-Schule Bochum und machte 1994 Abitur. Nach dem einjährigen Zivildienst und ersten Berufserfahrungen studierte er an der Ruhr-Universität in Bochum und der Deutschen Sporthochschule Köln. Durch ein Praktikum beim Radiosender Radio Bochum machte er erste Erfahrungen als Moderator.
1998 begann Höffner als Praktikant bei Sport1 (damals noch DSF) und blieb anschließend als Volontär bei dem in München ansässigen Fernsehsender. Von 1999 bis 2001 war er zusätzlich als Produzent für das On Air Design des Senders tätig. Seit 2001 arbeitete Höffner als Moderator verschiedener Sendungen, u. a. Bravo TV (RTL II), SOS Style and Home (ProSieben), Fun Factory (ZDF), BIZZ (Kabel eins), Punkt 6 und Punkt 9 (RTL). Seit 2011 ist er für Sky Deutschland tätig. Er moderierte unter anderem die Sondersendungen zum Mira Award 2012 und 2013 und zum Jupiter Award.
Im Mai 2012 übernahm er das Sky Magazin als feste Sendung und moderiert vertretungsweise das Kinomagazin Kinopolis. Außerdem ist er als Reporter für die ProSieben-Sendung Galileo im Einsatz. Als Moderator trat er bei Veranstaltungen wie dem Audi Director's Cut auf dem Filmfest München 2013 in Erscheinung.
Höffner ist außerdem als Synchronsprecher für das Fernsehen und in der Radiowerbung tätig. Ab 2008 synchronisierte er Josh Zuckerman in der US-Serie 90210. Er sprach auch Derek Dietl im US-Animationsfilm Monsters vs. Aliens
Höffner lebt in München.